# Важский
Важский — посёлок сельского типа в составе Виноградовского района Архангельской области. Входит в Виноградовский муниципальный округ. До 4 июля 2021 года входил в состав Березниковского сельского поселения (до 1 июня 2021 года городского).

## География
Важский находится в нижнем течении реки Ваги, на левом её берегу. Рядом находится деревня Березничек, а напротив Важского, на правом берегу Ваги — Нижняя Кица.

## Население
| 2002 | 2010 | 2012 |
| ---- | ---- | ---- |
| 517  | ↘423 | ↘395 |

Население Важского, по данным Всероссийской переписи населения 2010 года, составляет 423 человека. В 2009 году числилось 512 человек, из них 158 пенсионер. В 2005 году было 515 человек.

## История
Начало строительства посёлка связано с истощением сырьевой базы лесопункта Кица на правом берегу Ваги. На левом берегу началось строительство автомобильной дороги с гравийным покрытием для вывозки леса. Были построены жилые дома, нижний склад, производственные и бытовые объекты, школа. В дальнейшем в Важском была построена радиорелейная станция. 1 апреля 1973 года с ретранслятора в п. Важский началась трансляция 1-й программы телевидения. В 1976 году центр Кицкого сельского совета был перенесён из Верхней Кицы в посёлок Важский. В 2006—2019 годах посёлок был административным центром Кицкого сельского поселения.

## Экономика
Основная часть жителей посёлка работает в ООО «ЛПХ Важский».

## Радио
- 69,56 — (Молчит) Радио России / Радио Поморье
- 71,66 — (Молчит) Радио Маяк
- 102,2 — Дорожное Радио / Уездное радио Березник
- 103,7 — Радио России / Радио Поморье

## Транспорт
Рядом с Важским проходит трасса М-8 «Холмогоры» (Москва — Архангельск).

## Этимология
Название посёлок получил от реки Вага.

## Топографические карты
- [mapp38.narod.ru/map1/p38049050.html P-38-39,50. (Лист Важский)]
- Важский на Wikimapia
- Важский. Публичная кадастровая карта (недоступная ссылка — история).